# CIS 40 AGL
CIS 40 AGL je automatski bacač granata kalibra 40 mm, kojeg je krajem 1980-ih razvila singapurska vojna industrija ST Kinetics (bivši CIS - Chartered Industries of Singapore). Osim singapurske vojske kojoj je prvenstveno namijenjen, koristi se i u oružanim snagama i redovima policije nekoliko zemalja diljem svijeta.

## Korisnici
- Filipini: U uporabi filipinskog marinskog korpusa.[2]
- Gruzija: Gruzijska vojska koristi bacač granata montiran na oklopne transportere Nurol Ejder i Otokar Cobra.[3]
- Indonezija: Indonezijska vojna industrija PT Pindad od 1994. proizvodi CIS 40 AGL na temelju licencne proizvodnje, pod nazivom Pindad SPG-3.[4]
- Maroko
- Meksiko
- Peru
- Singapur: U uporabi singapurske vojske.
- Šri Lanka
- Tajland
- Urugvaj

## Vanjske poveznice
- Službena web stranica proizvođača
- Brošura ST Kineticsa